# Journal of Chromatography A
Journal of Chromatography A is een wetenschappelijk tijdschrift met peer review, dat wordt uitgegeven door Elsevier. De naam wordt gewoonlijk afgekort tot J. Chromatogr. A. Het tijdschrift publiceert onderzoek uit de analytische scheikunde, met een focus op de ontwikkeling van scheidings- en identificatiemethoden.
Het tijdschrift werd opgericht in 1958. In 2017 bedroeg de impactfactor van het tijdschrift 3,716.